# Haven van Marseille
De haven van Marseille (Frans: Grand port maritime de Marseille) is de belangrijkste haven van Frankrijk en naar totale cargo-tonnage de grootste haven van alle landen en regio's rond de Middellandse Zee. De haven is net zo oud als de stad Marseille zelf en de twee zijn onlosmakelijk met elkaar verbonden. In 2016 is 80,6 miljoen ton aan goederen de haven gepasseerd. Marseille is ook een vrij druk gefrequenteerde haven voor passagierstransport zowel voor ferryboten als voor cruiseschepen. Van deze laatste deden 1,48 miljoen passagiers de haven aan. Ferrylijnen zijn er naar Algerije, Corsica, Tunesië en Sardinië. Als containerhaven stelt Marseille niet zoveel voor. In 2016 werd slechts 1,26 miljoen TEU omgeslagen, waardoor aan de Middellandse Zee de havens van Valencia, Algeciras, Gioia Tauro, Piraeus, Port Said, Marsaxlokk, Ambarli, Genua, Barcelona, Alexandrië, La Spezia, Asjdod, Mersin en Haifa allemaal hoger in de ranglijsten voorkomen.
In oktober 2008 werd de budgettaire impact van de haven becijferd op 12 miljard euro aan inkomsten voor bedrijven, leidend tot een nettowinst van 800 miljoen euro. De haven leverde toen 41.300 arbeidsplaatsen, waaronder 22.700 in de logistiek, 16.000 in de industrie en 1.900 bij de overheid en in de tertiaire sector.

## Geschiedenis
De haven van Marseille is net zo oud als de stad zelf, maar bevond zich in eerste instantie veel dichter bij het stadscentrum. De Vieux-Port is tegenwoordig enkel nog een jachthaven. Vanaf de jaren zestig van de 20e eeuw werd de haven uitgebouwd in de golf van Fos, bij de gemeente Fos-sur-Mer. De kredietcrisis had vanaf 2008 wel een impact op de verhandelde hoeveelheden petroleum en ook de ferrylijnen zagen dalende passagiersaantallen, maar daarentegen ontwikkelden zich ander goederenverkeer en verdubbelde de passagiersaantallen op cruiseschepen.